# アンドリュー・ラッセル・フォーサイス
アンドリュー・ラッセル・フォーサイス（Andrew Russell Forsyth, 1858年6月18日グラスゴー生 – 1942年6月2日サウス・ケンジントン没）は、英国の数学者。ロンドン王立協会フェロー(FRS,FRSE)。

## 生涯
アンドリュー・ラッセル・フォーサイスは1858年6月18日グラスゴーで、海洋技術者のジョン・フォーサイス（John Forsyth）と彼の妻クリスティーナ・グレン（Christina Glen）の間の子として、生まれた。
リパブール単科大学で学び、ケンブリッジ大学トリニティ校に入るまでリチャード・ペンドルバリー（Richard Pendlebury）の個人指導を受けたのち、1881年に首席卒業（Senior wrangler）した。トリニティのフェローに選出されると、24歳でリバプール大学に数学で職を得た。
1884年には講師としてケンブリッジ大学に戻り、1895年にサドレリアの純粋数学教授（Sadleirian Professor of Pure Mathematics）となった。
1886年にはロンドン王立協会フェローに選出され、1897年にはロイヤル・メダルを授与された。1902年9月6日には、数学者のニールス・アーベル生誕百周年記念祭のお祝いとして、フレデリク王立大学から数学博士（Doctor mathematicae (honoris causa)）の学位を受けた。
1908年のローマで開催された国際数学者会議（ICM）においては全体講演を行った。
上記のとおり順風満帆なケンブリッジ大学時代であったが、1910年、物理学者のC.V.ボーイズ（C.V.Boys）の妻のマリオン・アメリア・ボーイズ（Marion Amelia Boys、旧姓"ポロック（Pollock））との不倫スキャンダルが原因で、彼は数学教授の職を強制的に辞めさせられた。ボーイズは、ラッセル・フォーサイスとマリオンの不倫を原因とする離婚が認められ、その後、マリオンとラッセル・フォーサイスは結婚することとなった。
ラッセル・フォーサイスは1913年にインペリアル・カレッジ・サイエンス(Imperial College of Science)に教授職を得て、70歳に差し掛かるまで数学的な活動を継続し、1923年に退職した。
1942年6月2日にロンドンで没し、ゴルダーズ・グリーン火葬場（Golders Green Crematorium）で火葬された。
現代において、彼はオリジナルの業績を持つ研究者というよりも多くの学術論文の著者として知られている。しかしながら、彼の本はしばしば批判の憂き目に遭遇している（例えば、ジョン・エデンサー・リトルウッド著"A Mathematician's Miscellany"における批判がある）。なお、彼の学生は公式にはエドマンド・テイラー・ホイッテーカーだけである。

## 家族
1910年にラッセル・フォーサイスはマリオン・アメリア・ポロック（Marion Amelia Pollock）と結婚した。

## 業績
- A Treatise on Differential Equations (1885)
- Theory of Functions of a Complex Variable (1893)
- Geodesics on an oblate spheroid(1895–96)
- Theory of Differential Equations (1890-1906) six volumes
- Lectures on the Differential Geometry of Curves and Surfaces (1912)
- Lectures Introductory to the Theory of Functions of Two Complex Variables(1914)
- Calculus of Variations (1927)
- Geometry of Four Dimensions (1930)
- Intrinsic Geometry of Ideal Space (1935)